# Traités mineurs
 (mai 2020).
Si vous disposez d'ouvrages ou d'articles de référence ou si vous connaissez des sites web de qualité traitant du thème abordé ici, merci de compléter l'article en donnant les références utiles à sa vérifiabilité et en les liant à la section « Notes et références ».
Les Traités mineurs ont été rédigés au cours de la période des Tannaim à propos de sujets non-traités dans la Mishna. Ils se différencient de la Tosefta, dont les traités sont placés dans un ordre identique à ceux de la Mishna. Les 8 premiers traités exposent des sujets inédits, alors que les 7 suivants proviennent de textes répandus dans tout le Talmud.
On les trouve dans les éditions classiques à la suite du  Seder Nezikin dans le Talmud.  Ils comprennent:
1. Avot deRabbi Nathan, premier commentaire sur le Pirke Avot. L'édition Schechter contient deux versions différentes, la première faisant 41 chapitres, la seconde 48.
2. Sofrim (Scribes), dont il existe deux versions différentes dans le Talmud babylonien et Jérusalémite.
3. Evel Rabbati.  Lois et coutumes sur la mort et le deuil. Parfois appelé  Semakhot ("joies") par euphémisme.
4. Kalla (sur les fiançailles, le mariage et les relations sexuelles).
5. Kalla Rabbati (Commentaire du précédent).
6. Derekh Eretz Rabba. "Derekh Eretz", littéralement "la voie de la terre (du monde)" ce qui signifie dans ce contexte la conduite, et les mœurs.
7. Derekh Eretz Zouta. Adressé aux érudits, ce traité compile des maximes mettant en exergue l'auto-évaluation et la modestie.
8. Pereq haShalom, "Chapitre de la Paix", sur les façons de vivre en paix avec l'autre. Ce chapitre conclut le précédent, mais est souvent considéré comme traité à part entière.
9. Sefer Torah, règles de lecture des rouleaux de Torah.
10. Mezouza, parchemin fixé au montant droit des portes.
11. Téfiline, les phylactères.
12. Tzitzit, les franges.
13. Avadim, les servants.
14. Guerim, règles sur la conversion au judaïsme.
15. Kouttim, les Samaritains.
16. Eretz Israël, traitant des lois de la terre d'Israël. (Traité qui n'existe plus aujourd'hui)